# Bassignac-le-Bas
Bassignac-le-Bas är en kommun i departementet Corrèze i regionen Nouvelle-Aquitaine i de centrala delarna av Frankrike. Kommunen ligger  i kantonen Mercœur som tillhör arrondissementet Tulle. År 2022 hade Bassignac-le-Bas 82 invånare.

## Befolkningsutveckling
Antalet invånare i kommunen Bassignac-le-Bas
Referens:INSEE